# Rossens, Fribourg
Rossens là một đô thị trong huyện Sarine thuộc bang Fribourg ở Thụy Sĩ.